# За край
«За Край» — український рок-гурт. Заснований 25 серпня 2005 року у місті Біла Церква.

## Здобутки
- 2008 — «За Край» серед переможців фестивалю «МузЕнтропія-2008» у Вінниці.[1]
- 2008 — переможець фестивалю «Рок у твоєму місті».[1]
- 2009 — переможець фестивалю «Шабаш» у Полтаві.[1]
- 2009 — гурт став одним з 16-ти переможців із понад 1000 учасників всеукраїнського фестивалю «Djuice Music Drive 2009 Дебют».[2]
- 2009 — кліп на пісню «Доярки» посів перше місце на міжнародному фестивалі кліпмейкерів у Чернігові.[1]
- 2010 — пісня «Доярки» взяла участь в рубриці «Перший хіт» фінального «Караоке на майдані», де увійшов до трійки лідерів за весь рік.[3]
- 2011 — спеціальна відзнака фестивалю «Червона рута» за пісню «Доярки».[4]
- 27 лютого 2012 — лідер гурту Руслан Соловйов був нагороджений білоцерківською міською молодіжною літературно-мистецькою премією ім. Миколи Вінграновського «за вагомі творчі здобутки, професійну майстерність та активну участь у культурно-мистецькому і громадському житті міста Біла Церква».[5]

## Склад гурту
- Руслан Соловйов — вокал, автор пісень
- Дмитро Олексенко — гітара
- Женя Онищенко — бас-гітар
- Кирил Лимарєв — барабани

Колишні учасники
- Денис Марусич — бас-гітара
- Дмитро Гончаренко — клавішні
- Володимир Павловський
- Дмитро Носов

## Кліпи
- 2009 — «Доярки»  [Архівовано 11 лютого 2014 у Wayback Machine.]
- 2012 — «Відпускаю і мовчу»  [Архівовано 20 грудня 2018 у Wayback Machine.]